# Litsea
Litsea (Litsea) je rod rostlin z čeledi vavřínovité. Jsou to dřeviny s jednoduchými listy a nevelkými květy v okolíkovitých květenstvích. Plodem je bobule. Rod zahrnuje asi 400 druhů. Je rozšířen v oblasti od tropické Asie po Austrálii a Tichomoří a v Severní a Střední Americe. Nejvíce druhů roste v tropické Asii. Litsey mají význam zejména jako zdroj dřeva a v tradiční medicíně.

## Popis
Litsey jsou dvoudomé, stálezelené nebo opadavé stromy a keře. Stromovití zástupci jsou většinou spíše nižšího vzrůstu, některé druhy však mohou dorůst výšky až 45 metrů. Listy jsou nevelké, jednoduché, většinou střídavé, výjimečně vstřícné nebo přeslenité, se zpeřenou či ojediněle od báze trojžilnou (triplinervní) žilnatinou.
Květy jsou jednopohlavné, uspořádané zpravidla v pseudookolících skládajících volné nebo stažené hrozny. Okvětí je zpravidla trojčetné (výjimečně čtyřčetné nebo chybějící), ve dvou kruzích, ve spodní části krátce až dlouze trubkovité. Samčí květy obsahují 5 až 20 (nejčastěji 9 nebo 12) tyčinek ve 3 či 4 kruzích. U některých druhů je přítomen i rudiment semeníku. V samičích květech je svrchní semeník a sterilní patyčinky. Ploché až hluboce miskovité receptákulum za plodu dužnatí a podepírá plod jako číška. Plodem je kulovitá, dužnatá bobule.

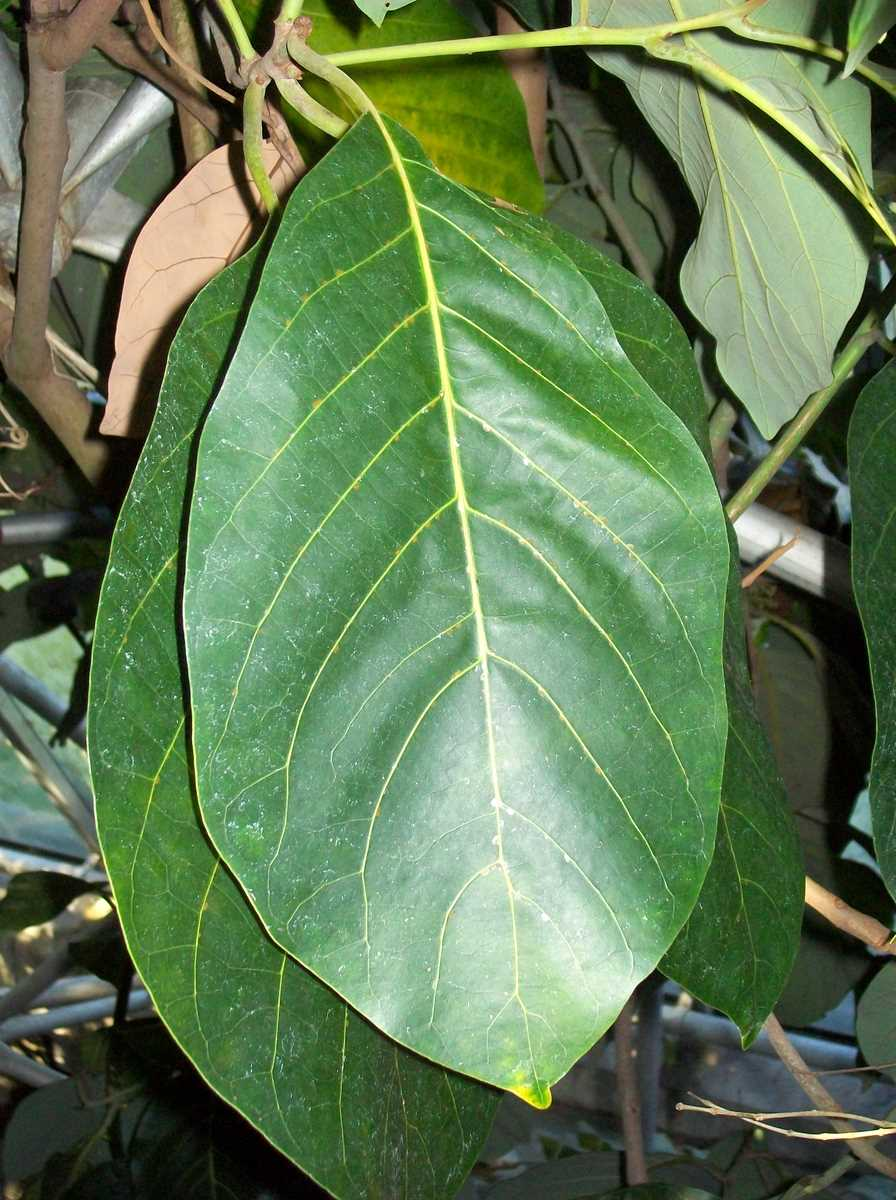
Listy Litsea bindoniana
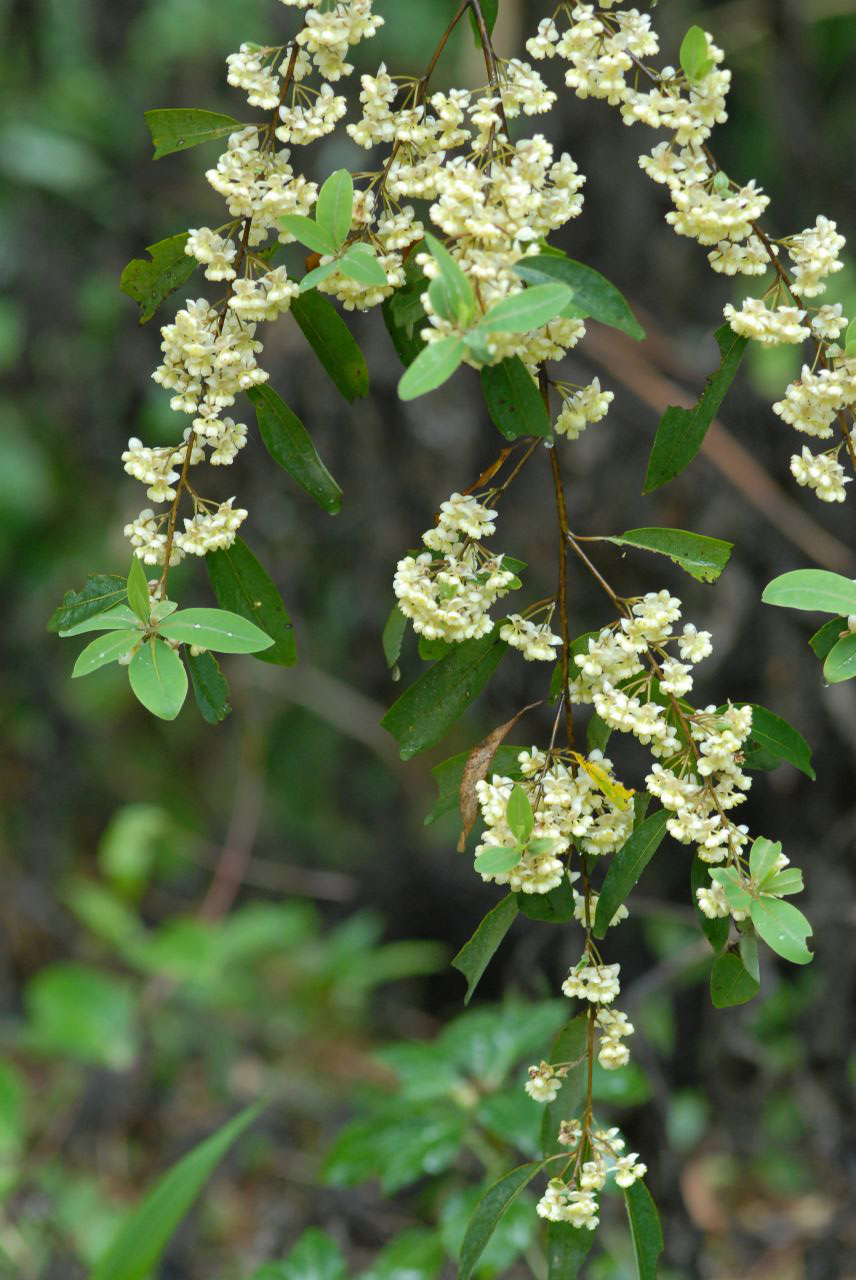
Kvetoucí větévky L. cubeba
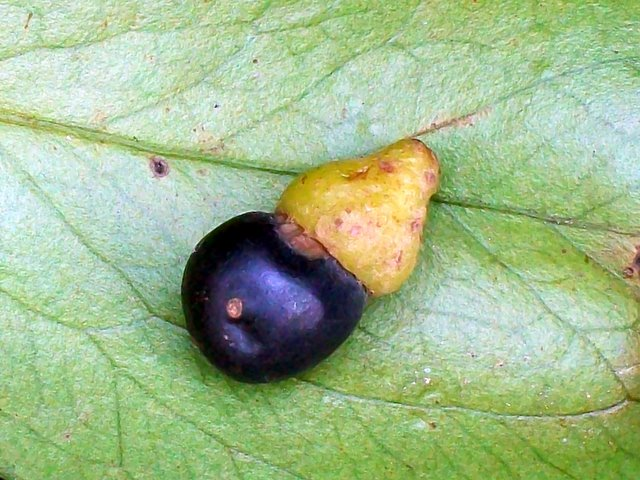
Plod L. reticulata
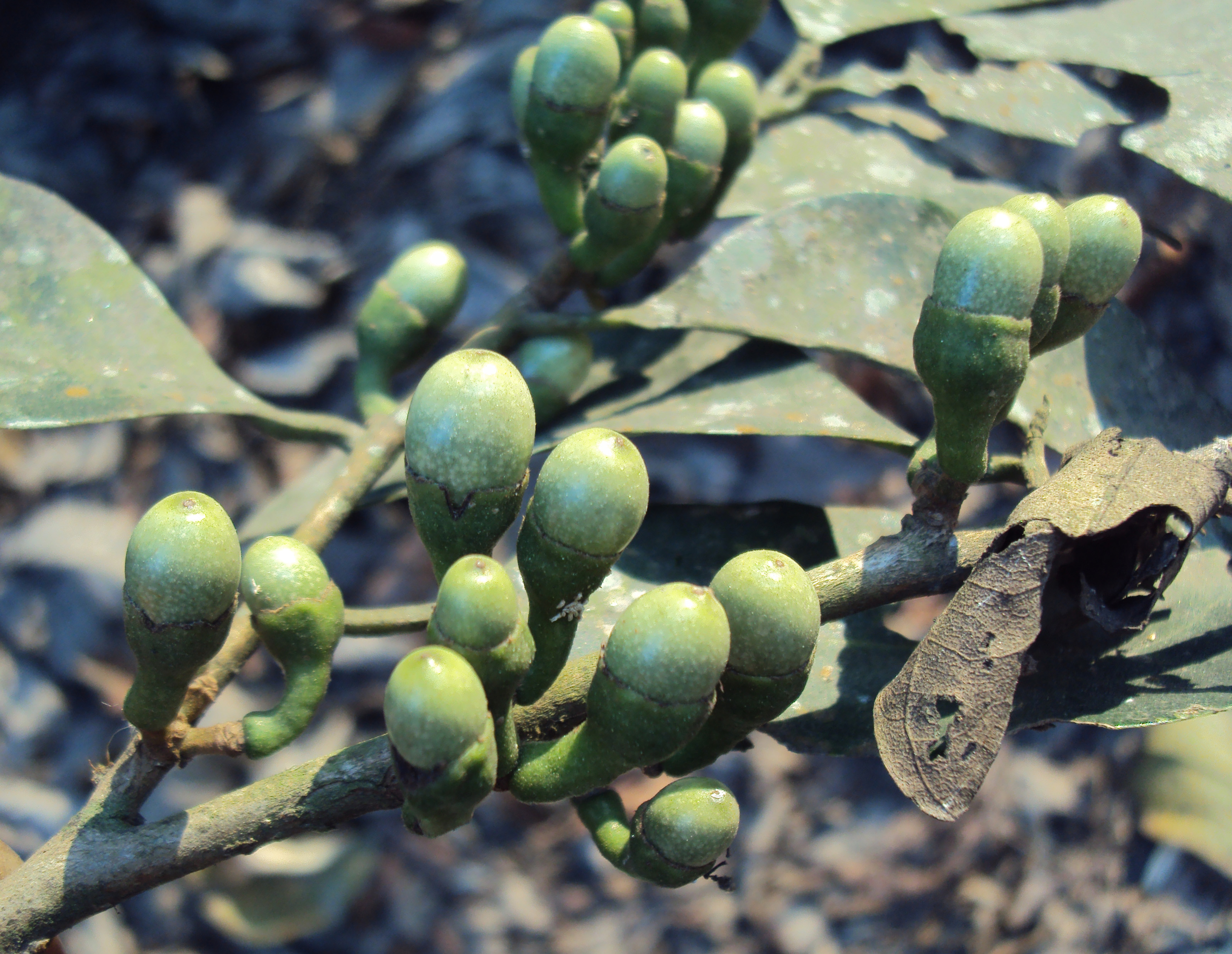
Plody L. coriacea

## Rozšíření
Rod litsea zahrnuje v současném taxonomickém pojetí asi 400 druhů. Je rozšířen v tropech všech kontinentů s výjimkou Afriky a Jižní Ameriky, jmenovitě v jižní, východní a jihovýchodní Asii, Austrálii, Tichomoří, Novém Zélandu a Severní a Střední Americe od jihovýchodu USA po Kostariku. Největší počet druhů se vyskytuje v tropické Asii. Druhy Litsea japonica a Litsea coreana zasahují na sever až do Koreje a Japonska. V Austrálii roste 9 druhů, z toho 8 endemických. V USA roste jediný druh, Litsea aestivalis, rozšířený od Marylandu po Louisianu. V Mexiku se vyskytují 4 druhy, z nichž jeden (Litsea glaucescens) přesahuje do Střední Ameriky. V tropické Asii tvoří lidsey běžnou součást podrostu tropických deštných lesů.

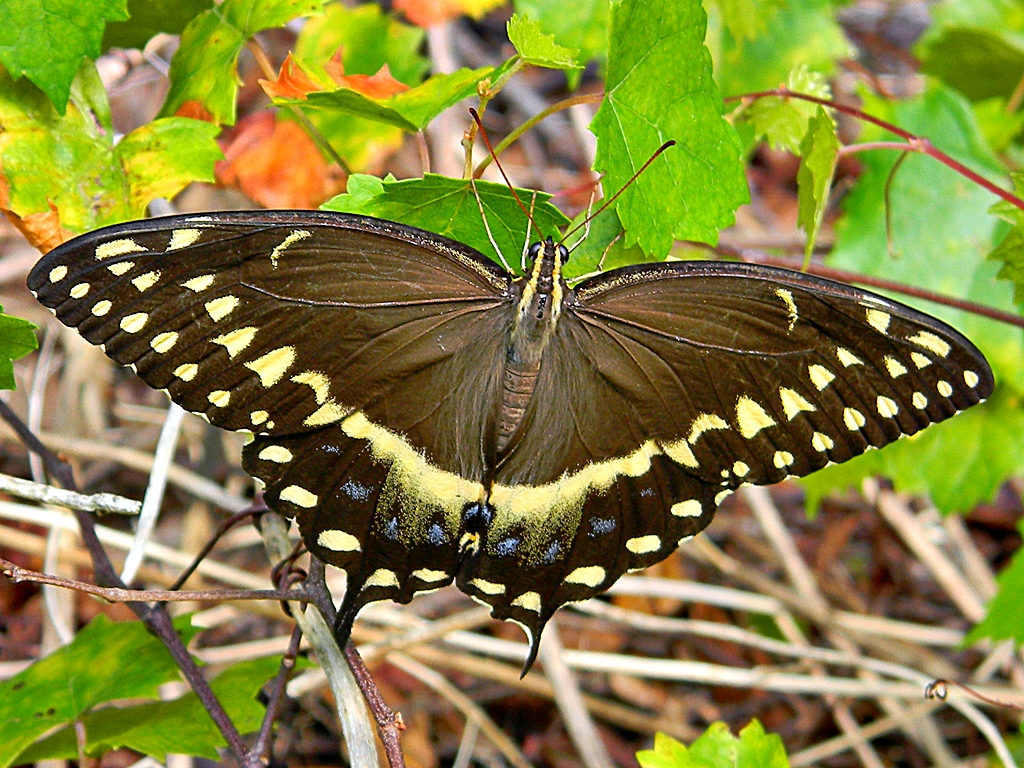
Otakárek Papilio palamedes

## Ekologické interakce
Druh Litsea aestivalis je v USA hostitelskou rostlinou housenek otakárka Papilio palamedes. V Austrálii různé druhy litsey hostí např. housenky otakárka Graphium sarpedon, soumračníků rodu Chaetocneme a druhu Netrocoryne repanda nebo modráska Philiris diana, v tropické Asii otakárky rodu Papilio a babočkovitého motýla Charaxes latona.

## Taxonomie
Rod není dosud jednoznačně vymezen a čeká na taxonomickou revizi. V současném pojetí je pravděpodobně parafyletický. V minulosti byl od něj oddělován samostatný rod Adenodaphne, v současné taxonomii jsou oba rody zpravidla slučovány, neboť neexistují jasné taxonomické znaky které by je jednoznačně vymezovaly. Blízce příbuzným a velmi podobným rodem je Lindera.

## Význam
Řada druhů je v tropické Asii kácena pro dřevo. V Malajsii je toto dřevo podobně jako dřevo jiných stromů čeledi vavřínovité obchodováno pod názvem medang. Těží se také v Austrálii. Z druhu Litsea cubeba se vyrábí esenciální olej. Některé asijské druhy mají význam v tradiční medicíně.